# Никельщик
«Ни́кельщик» — команда по хоккею с мячом из города Верхнего Уфалея Челябинской области. Выступает в высшей лиге первенства России.

## История
Команда была образована в 1935 году при никелевом заводе. До 1960-х годов выступала в районных и областных соревнованиях. В 1960 году стала чемпионом Челябинской области и получила право выступать во второй группе Чемпионата РСФСР, где с первого раза вышла в финальный турнир.
В 1968 году «Никельщик» стал вице-чемпионом РСФСР и финалистом Кубка ВЦСПС, а через четыре года финишировал в чемпионате РСФСР первым.
С 1973 года команда выступала уже во всесоюзных соревнованиях: до 1986 года — в первой лиге чемпионата СССР, затем до 1992 года — во второй. С 1993 по 1998 год «Никельщик» участвовал в первой лиге первенства России, периодически попадая в финальный турнир.
В 1998 году по финансовым причинам клуб отказался от дальнейшего участия во всероссийских соревнованиях и переключился на участие в первенстве России среди КФК зоны «Урал». После победы в этом турнире в 2012 году получил право на участие в финальной части, которую решено был провести на домашнем стадионе «Никельщика».
Одержав победы во всех матчах финала и получив финансовые гарантии, «Никельщик» вышел в высшую лигу Первенства России, став первым в истории победителем первенства России среди КФК, который смог воспользоваться правом на повышение в классе.

## Достижения
- Чемпион РСФСР (1972)
- Чемпион России среди коллективов физической культуры (2012)
- Вице-чемпион РСФСР (1968)
- Финалист Кубка ВЦСПС (1968)